# Oak Grove (Minnesota)
Oak Grove è una città degli Stati Uniti d'America, situata in Minnesota, nella Contea di Anoka.